# Шкабарёв, Николай Григорьевич
Николай Григорьевич Шкабарёв (25 декабря 1925, Евгеновка, Кустанайский округ, Казакская АССР, РСФСР, СССР — 1992, Курган, Россия) — тракторист-комбайнер совхоза «Диевский» Семиозёрного района Кустанайской области Казахской ССР, Герой Социалистического Труда (1966), участник Советско-японской войны, рядовой.

## Биография
Родился 25 декабря 1925 года в посёлке Евгеновка Наталовского сельсовета Павловской волости Кустанайского округа Казакской АССР (ныне село — административный центр Евгеновского сельского округа (каз. Евгенов ауылдық округі) района Беимбета Майлина Костанайской области Республики Казахстан).
В 1940 году начал трудовую деятельность разнорабочим. Ещё подростком в Великую Отечественную войну с должным усердием выполнял самостоятельно тяжёлые работы.
В 1943 году был призван Семиозерным РВК. С декабря 1943 по 1946 год служил в 59-м Хасанском Краснознамённом ордена Кутузова II степени пограничном отряде (в/ч 2045) в пос. Посьет Приморского края. Участник Советско-японской войны, участвовал в освобождении Северной Кореи. Был демобилизован в 1949 году в звании рядового.
Окончил Семиозерное ПТУ, Комсомольский сельхозтехникум. Работал шофёром, комбайнером, механиком в Диевском совхозе. Особенно отличился успехами в труде в 1964—1965 годах.
Указом Президиума Верховного Совета СССР от 23 июня 1966 года за выдающиеся успехи, достигнутые в деле развития сельского хозяйства по производству зерна, картофеля, льна, мяса, молока и других продуктов сельского хозяйства, и внедрение в производство достижений науки и передового опыта Шкабарёву Николаю Григорьевичу присвоено звание Героя Социалистического Труда с вручением ордена Ленина и золотой медали «Серп и Молот».
Продолжал трудиться трактористом-комбайнёром вплоть до ухода на пенсию.
Член КПСС.
С 1985 года на пенсии.
Умер в 1992 году, похоронен в городе Кургане Курганской области Российской Федерации.

## Награды
- Герой Социалистического Труда, 23 июня 1966 года
  - Орден Ленина
  - Медаль «Серп и Молот»
- Орден Отечественной войны II степени, 6 апреля 1985 года[1]
- Юбилейная медаль «За доблестный труд. В ознаменование 100-летия со дня рождения Владимира Ильича Ленина», 1970 год
- Юбилейная медаль «Двадцать лет Победы в Великой Отечественной войне 1941—1945 гг.», 1965 год
- Юбилейная медаль «Тридцать лет Победы в Великой Отечественной войне 1941—1945 гг.», 1975 год
- Медаль «Сорок лет Победы в Великой Отечественной войне 1941-1945 гг.», 1985 год
- Медаль «За победу над Японией»
- Медаль «За освоение целинных земель»
- Медаль «Ветеран труда»
- Юбилейная медаль «30 лет Советской Армии и Флота»
- Юбилейная медаль «50 лет Вооружённых Сил СССР»
- Юбилейная медаль «60 лет Вооружённых Сил СССР»
- Юбилейная медаль «70 лет Вооружённых Сил СССР»
- Медали ВДНХ
- Знак «25 лет победы в Великой Отечественной войне»

## Память
- Его имя увековечено в Главном Храме Вооружённых сил России, и запечатлено на мемориале «Дорога памяти».

## Семья
Был женат, воспитал двух сыновей и дочь.